# Бене Ларио
Бене Ларио (итал. Bene Lario) је насеље у Италији у округу Комо, региону Ломбардија.
Према процени из 2011. у насељу је живело 293 становника. Насеље се налази на надморској висини од 381 м.

## Становништво
| 1931. | 1936. | 1951. | 1961. | 1971. | 1981. | 1991. | 2001. | 2011. |
| ----- | ----- | ----- | ----- | ----- | ----- | ----- | ----- | ----- |
| 357   | 309   | 328   | 317   | 323   | 305   | 314   | 310   | 342   |